# Presidentvalet i Portugal 2016
Presidentvalet i Portugal 2016 avgjordes den 24 januari 2016.
Presidentvalet var det 20:e i ordningen, och segraren var Marcelo Rebelo de Sousa som valdes till Portugals president för mandatperioden 2016 till 2020.
Den sittande presidenten Cavaco Silva avslutade sitt mandat i mars 2016.

## Resultat
När alla röster är räknade stod det klart att Marcelo Rebelo de Sousa blev landets nästa president.
| Portugisiska presidentvalet 2016   | Portugisiska presidentvalet 2016 | Portugisiska presidentvalet 2016 |
| Kandidat                           | Röster                           | %                                |
| ---------------------------------- | -------------------------------- | -------------------------------- |
| Marcelo Rebelo de Sousa            | 2 411 925                        | 52,0%                            |
| António Sampaio da Nóvoa           | 1 061 390                        | 22,9%                            |
| Marisa Matias                      | 469 582                          | 10,1%                            |
| Maria de Belém Roseira             | 196 720                          | 4,2%                             |
| Edgar Silva                        | 183 009                          | 4,0%                             |
| Vitorino Silva                     | 152 094                          | 3,3%                             |
| Paulo de Morais                    | 100 008                          | 2,2%                             |
| Henrique Neto                      | 38 982                           | 0,8%                             |
| Jorge Sequeira                     | 13 771                           | 0,3%                             |
| Cândido Ferreira                   | 10 585                           | 0,2%                             |
|                                    |                                  |                                  |
| Blanka röster                      | 58 714                           | 1,24%                            |
| Ogiltiga                           | 43 778                           | 0,92%                            |
| Väljarna:                          | 4 740 558                        | 48,66%                           |
| Registrerade väljare:              | 9 741 377                        |                                  |
| Källa: Portugisiska valmyndigheten |                                  |                                  |

## Kandidater
Följande personer var godkända som kandidater av den portugisiska författningsdomstolen (Tribunal Constitucional).
| Kandidater                                                                   | Kandidater                         | Kandidater                            | Kandidater                            |
| ---------------------------------------------------------------------------- | ---------------------------------- | ------------------------------------- | ------------------------------------- |
| Henrique Neto Oberoende                                                      | António Sampaio da Nóvoa Oberoende | Cândido Ferreira Oberoende            | Edgar Silva Stöds av Kommunistpartiet |
| Jorge Sequeira Oberoende                                                     | Vitorino Silva Oberoende           | Marisa Matias Stöds av Vänsterblocket | Maria de Belém Roseira Oberoende      |
| Marcelo Rebelo de Sousa Stöds av Socialdemokraterna och Konservativa partiet | Paulo de Morais Oberoende          |                                       |                                       |